# William Trost Richards
William Trost Richards (14 de noviembre de 1833-8 de noviembre de 1905) fue un paisajista estadounidense. Estuvo asociado tanto con la Escuela del río Hudson como con el movimiento prerrafaelita estadounidense.

## Biografía
William Trost Richards nació el 14 de noviembre de 1833 en Filadelfia, Pensilvania. En 1846 y 1847, asistió a la Escuela Secundaria Central local. Entre 1850 y 1855, estudió a tiempo parcial con el artista alemán Paul Weber, mientras trabajaba como diseñador e ilustrador de orfebrería ornamental. La primera exhibición pública de Richards fue parte de una exhibición en New Bedford, Massachusetts, organizada por el artista Albert Bierstadt en 1858.
En 1862, fue elegido miembro honorario de la Academia Nacional de Diseño y fue elegido Académico en 1871. En 1863, se convirtió en miembro de la Asociación para el Avance de la Verdad en el Arte. En 1866, partió para Europa por un año. A su regreso y durante los siguientes seis años, pasó los veranos en la Costa Este.
En la década de 1870, produjo varias aclamadas vistas en acuarela de las Montañas Blancas, varias de las cuales se encuentran ahora en la colección del Museo Metropolitano de Arte. Richards expuso en la Academia Nacional de Diseño de 1861 a 1899, y en la Asociación de Arte de Brooklyn de 1863 a 1885. Fue elegido miembro de pleno derecho de la Academia Nacional en 1871.
En 1881, construyó una casa en Jamestown, Rhode Island, donde vivió y trabajó el resto de su vida. Murió el 17 de abril de 1905 en Newport, Rhode Island.

## Estilo
Richards rechazó el enfoque romántico y estilizado de otros pintores de la Escuela del río Hudson y, en cambio, insistió en representaciones objetivas meticulosas. Sus vistas de las Montañas Blancas son casi fotográficas en su realismo. En años posteriores, Richards pintó casi exclusivamente acuarelas marinas.
Sus obras se exhiben hoy en muchos museos estadounidenses importantes, incluida la Galería Nacional, el Museo de Arte de Saint Louis, el Museo Smithsoniano de Arte Americano, el Wadsworth Atheneum, el Museo de Arte de Filadelfia, la Galería de Arte de la Universidad Yale, el High Museum of Art, el Museo de Bellas Artes de Boston, el Museo de Arte Fogg, el Museo Brooklyn, el Museo de Berkshire, el Museo Thyssen-Bornemisza y el Museo de Arte Americano Crystal Bridges.
Su hija Anna Richards Brewster también se convirtió en pintora.

## Galería

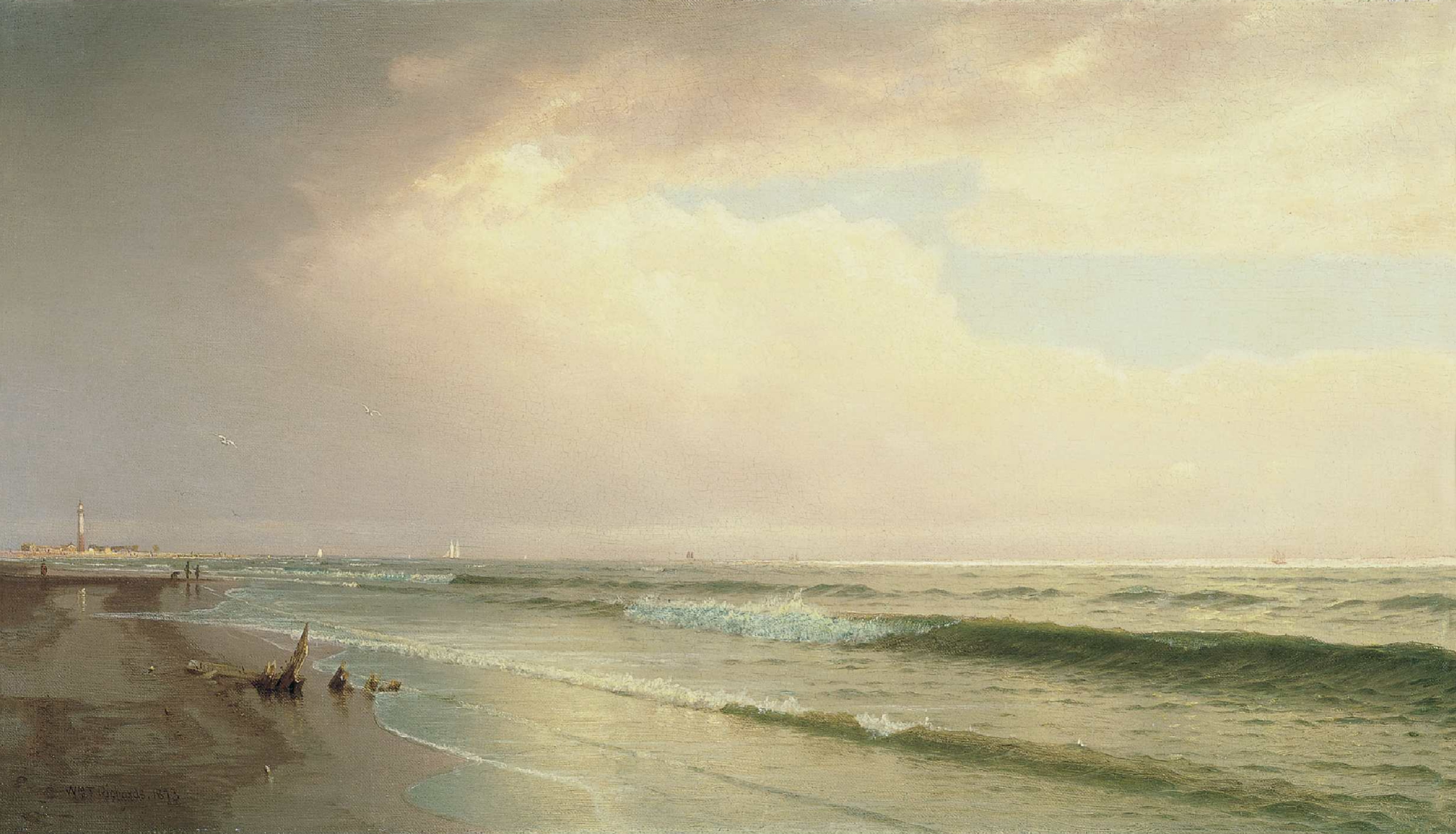
Paisaje marino con faro distante, Atlantic City, Nueva Jersey, 1873, Museo Thyssen-Bornemisza
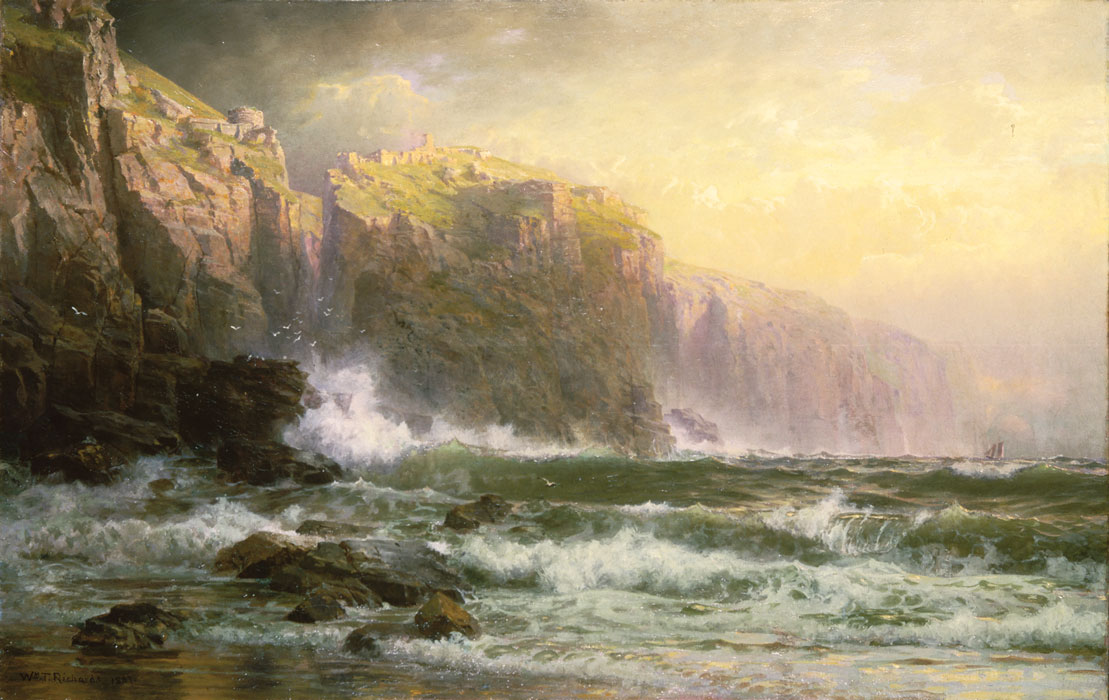
The League Long Breakers Thundering on the Reef, 1887, Museo Brooklyn
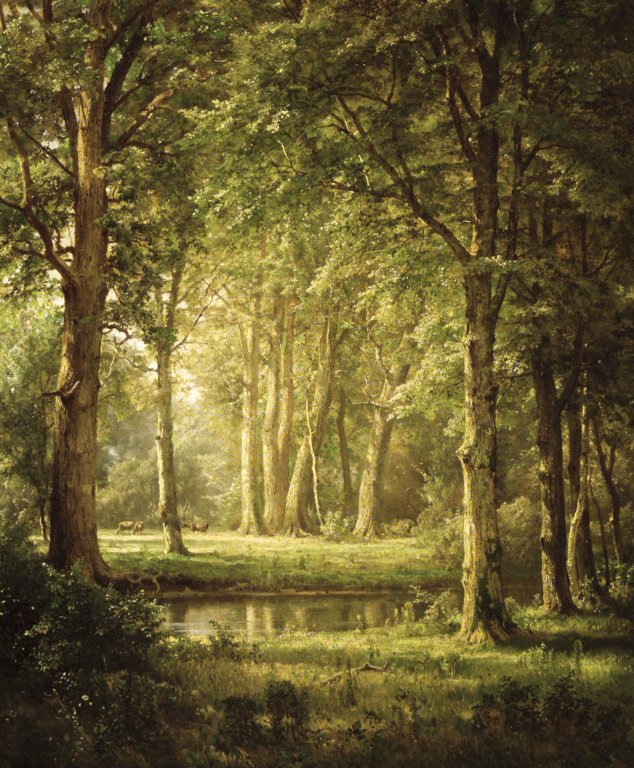
Principios del verano de 1888, Museo Brooklyn
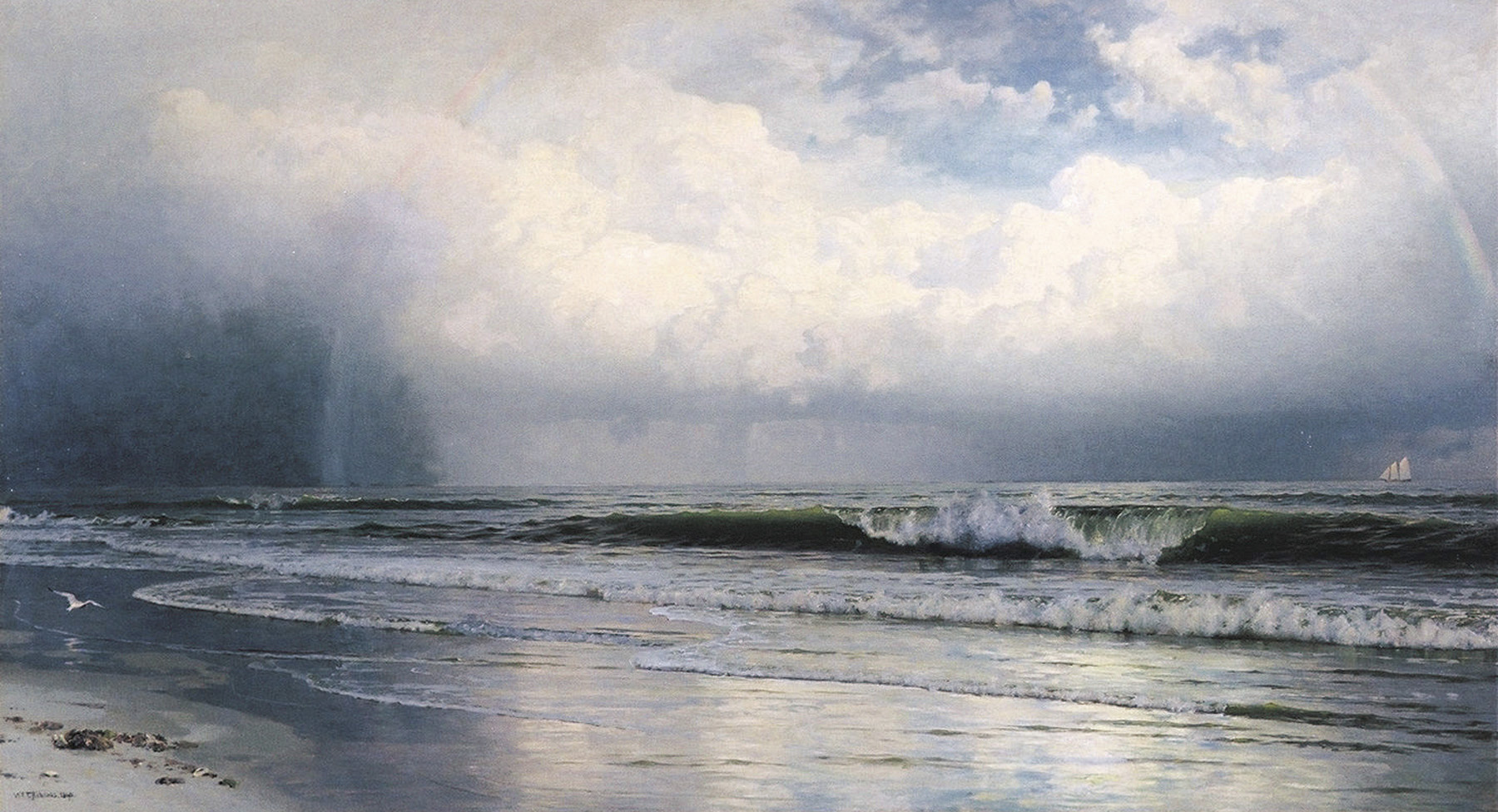
El arcoíris, 1890, Museo de Arte Marino de Minnesota
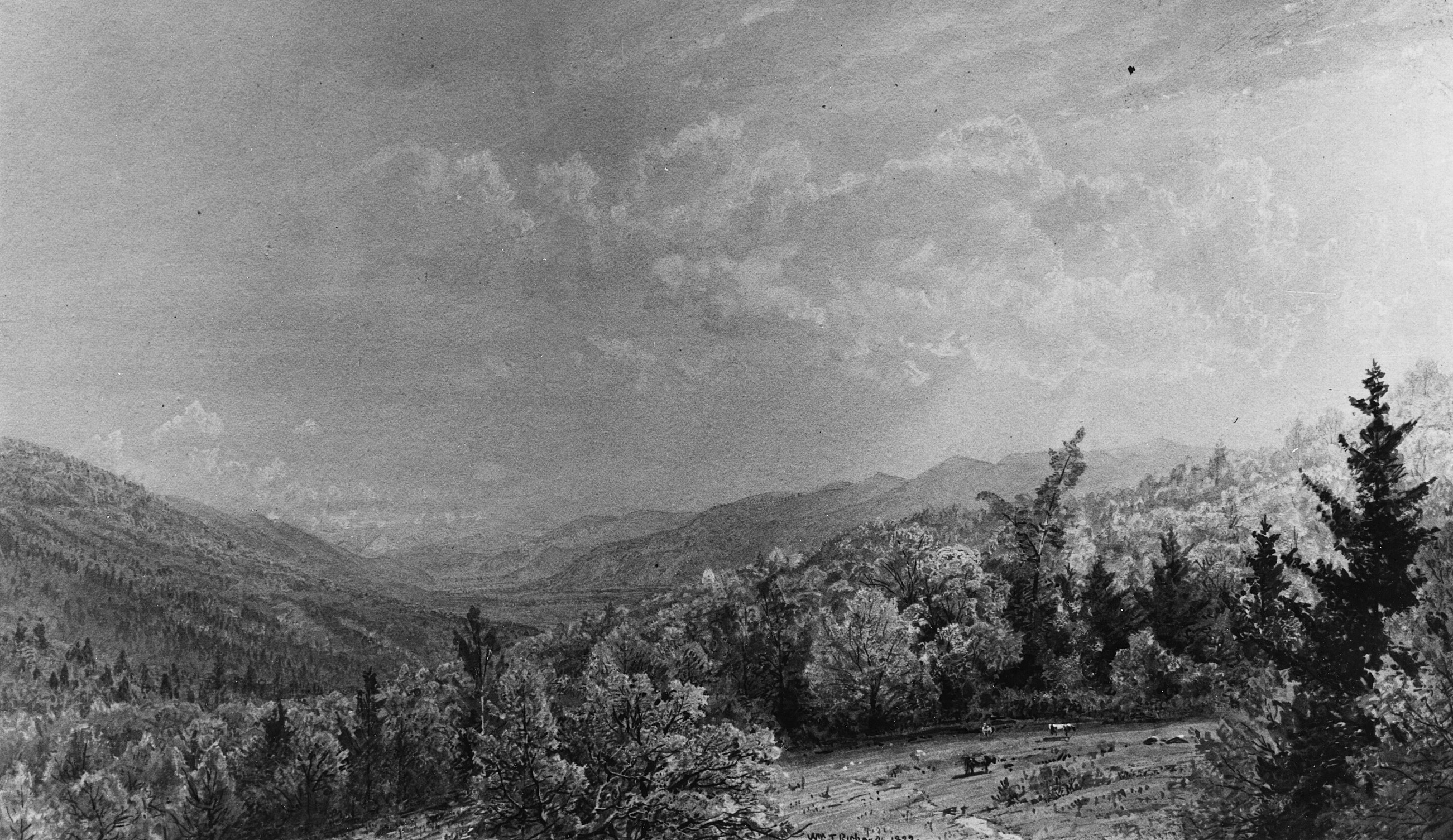
Desde Flume House, Franconia, Nuevo Hampshire, 1872, Museo Metropolitano de Arte
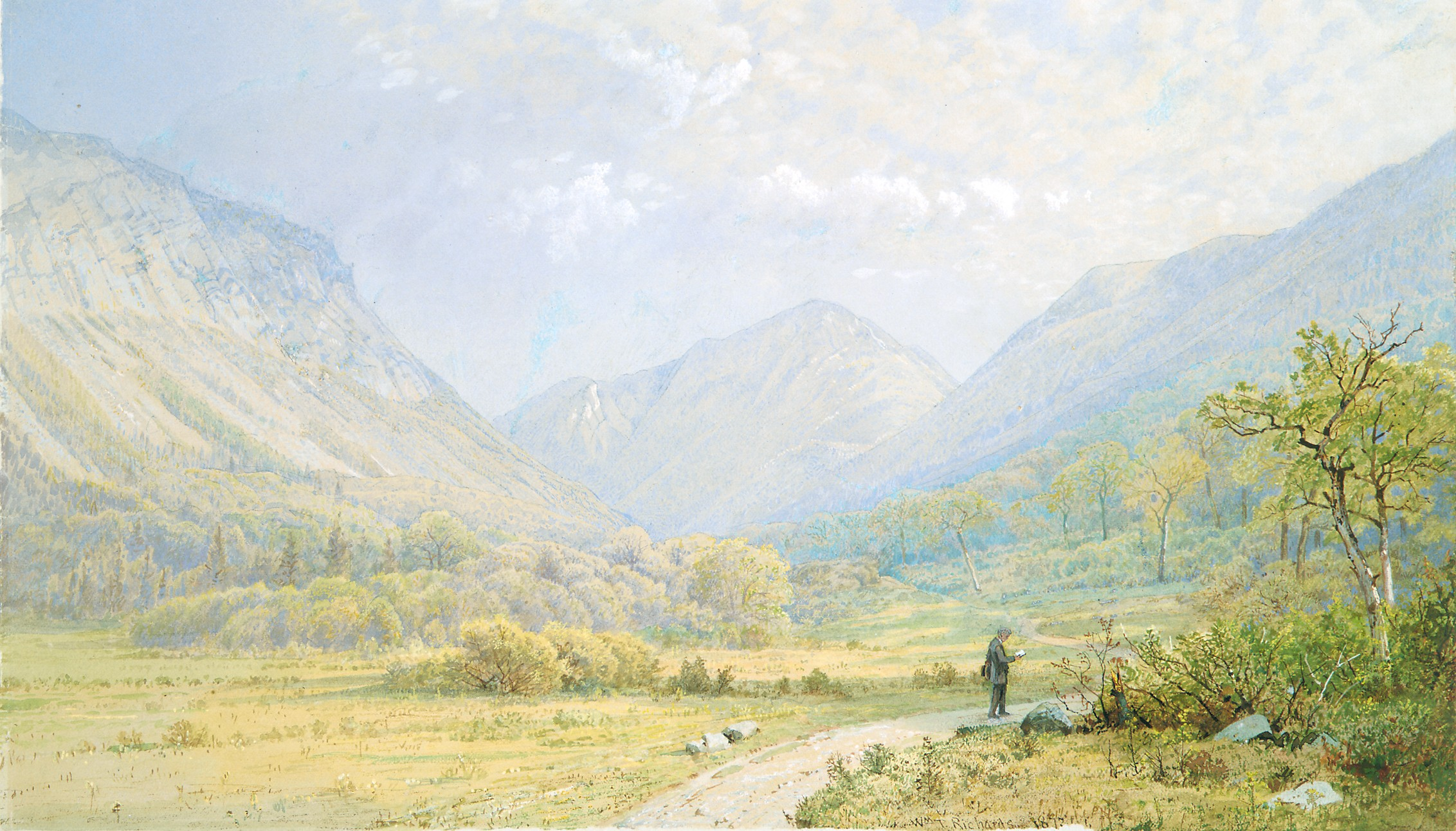
Franconia Notch, Nuevo Hampshire, 1872, Museo Metropolitano de Arte
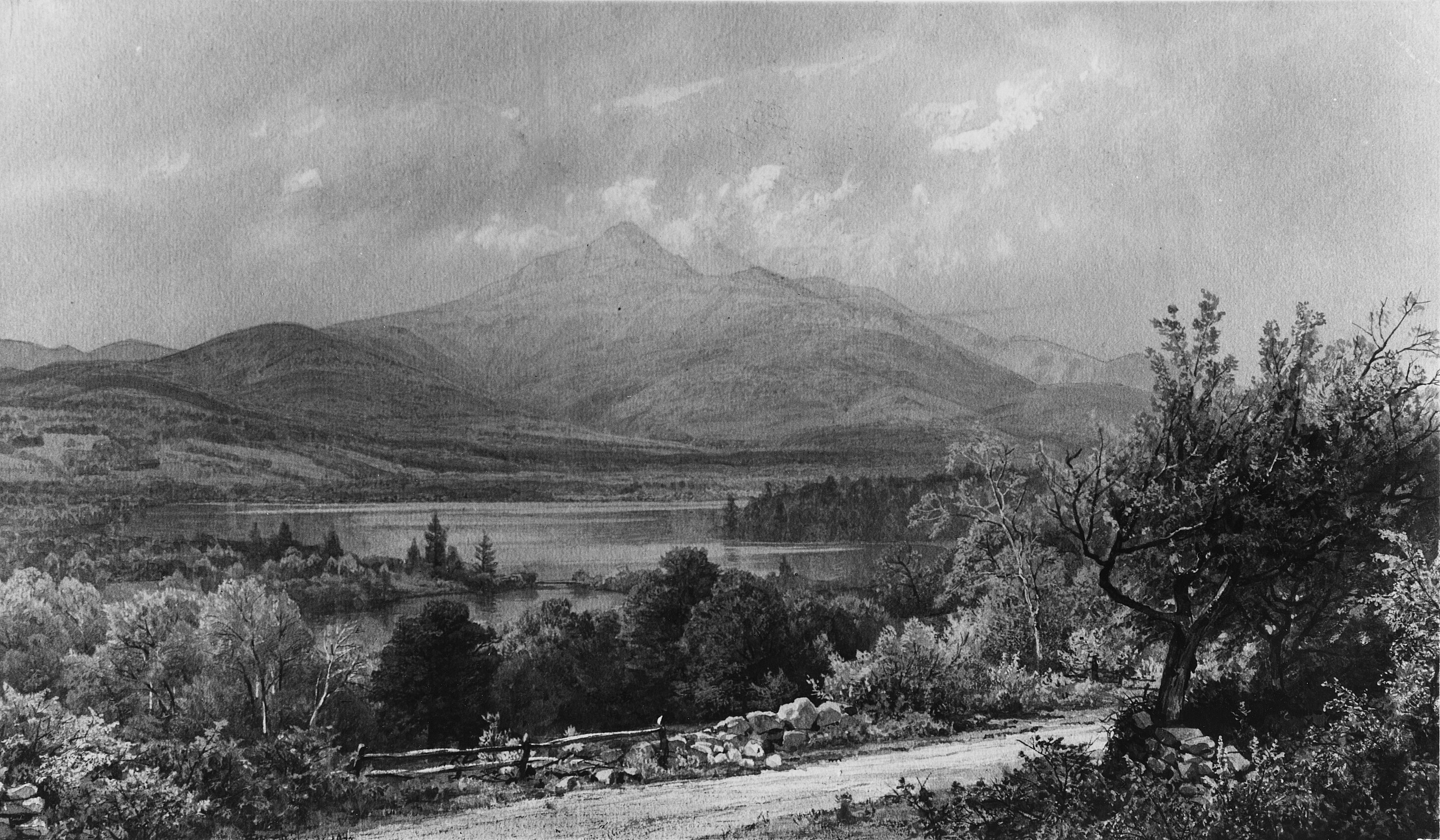
Monte Chocorua y lago, 1873, Museo Metropolitano de Arte
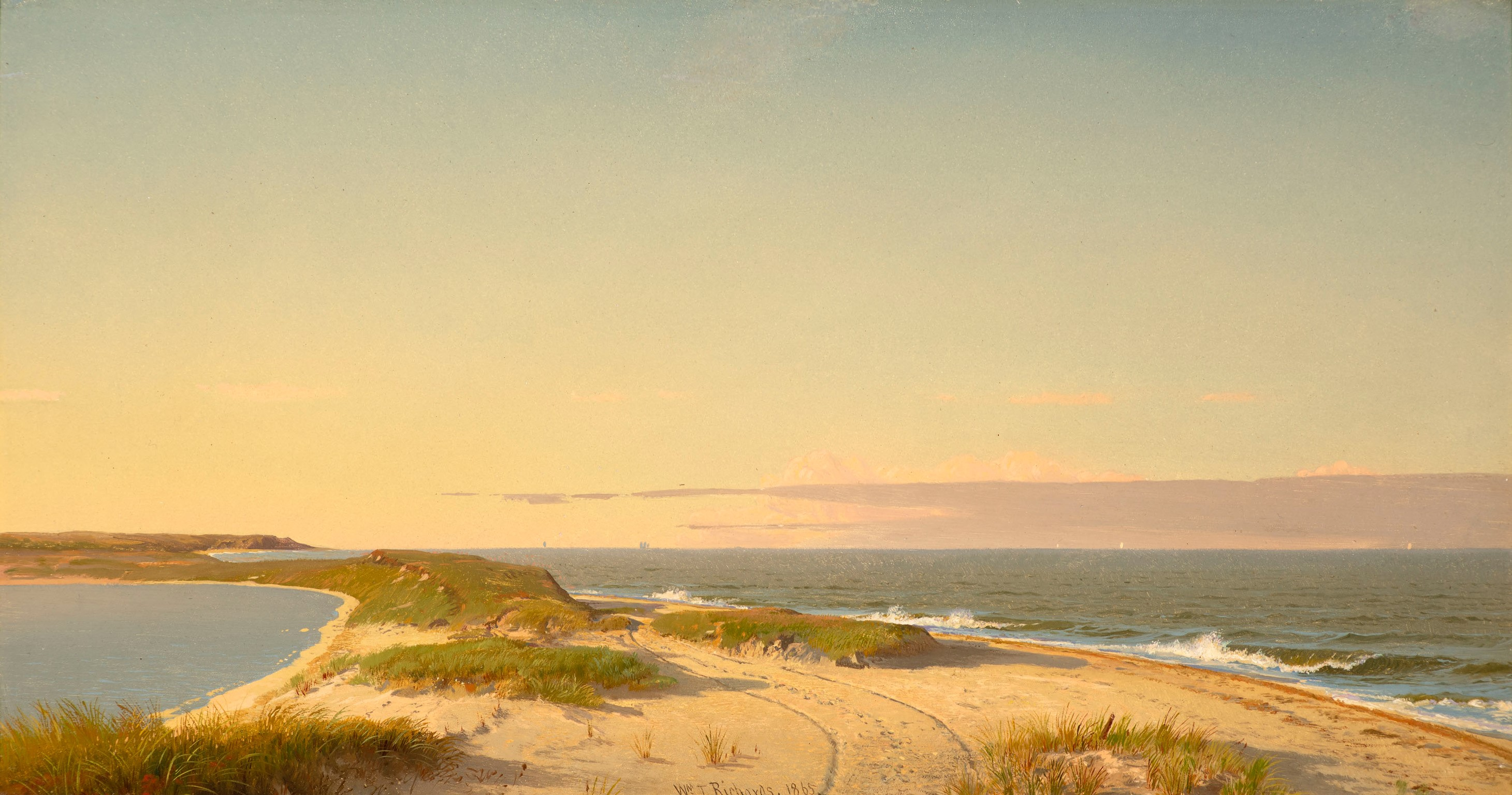
Costa de Nantucket, 1865, Asociación Histórica de Nantucket